# Huta-Złomy
Huta-Złomy – wieś w Polsce położona w województwie podkarpackim, w powiecie lubaczowskim, w gminie Narol.
W latach 1975–1998 miejscowość administracyjnie należała do województwa przemyskiego.
Miejscowość leży u stóp masywu Wielkiego Działu (389,5 m), w pobliżu źródeł Tanwi. Wielki Dział uznawany był do niedawna za najwyższe wzniesienie w polskiej części Roztocza, wyższy okazał się Długi Goraj (391,5 m) nad Hutą Lubycką.
Wierni Kościoła rzymskokatolickiego należą do parafii św. Andrzeja Apostoła w Lipsku.

## Części wsi
| SIMC    | Nazwa              | Rodzaj    |
| ------- | ------------------ | --------- |
| 0606783 | Dolinki            | część wsi |
| 0606790 | Stara Huta-Gajówka | część wsi |
| 0606808 | Złomy Polskie      | część wsi |
| 0606814 | Złomy Ruskie       | część wsi |

## Historia
Pierwotna nazwa wsi to Złomy. Wedle miejscowych podań nazwa pochodzi od złomów leśnych, czyli wyłamanego lasu przez wiatry. Na leśnych złomach osiedliło się kilka rodzin, które stworzyły przysiółek Starej-Huty o nazwie Złomy. Najstarszy ślad potwierdzający istnienie Złomów to mapa Miega z 1779 roku (Mapa Królestwa Galicji i Lodomerii). W tych czasach tzw. Złomy Polskie jeszcze nie istniały i obejmował ich teren las bukowy, natomiast pierwotne Złomy zajmują dziś teren Złomów Ruskich. Późniejsze mapy pokazują już nowe przysiółki o nazwie Złomy na miejscu obecnych Złomów Polskich i Dolinek, które powstały przez wykarczowanie lasu. Mapa z 1861 roku pokazuje nam dwie studnie z żurawiem na obecnych Złomach Polskich. Na mapie z 1887 roku zaznaczone są dwa kamienne krzyże, gospoda, folwark, leśniczówka i wapniarka. Złomy Ruskie administracyjnie należały pierwotnie do Starej-Huty, natomiast Złomy Polskie do Łówczy.
Pod koniec II wojny światowej miejscowość opuściła cała ludność z uwagi na ataki oddziałów UPA. Po tych wydarzeniach ludność wróciła na częściowo zniszczone gospodarstwa. Zaraz po wojnie w czasach stalinowskich jakie wtedy panowały w Polsce mieszkańcom wsi udało się wybudować kaplicę rzymskokatolicką pw. Matki Boskiej Częstochowskiej. W tym samym czasie władze komunistyczne rozebrały cerkiew greckokatolicką umiejscowioną nieopodal w Hucie-Starej, gdzie potem zostało założone Państwowe Gospodarstwo Rolne. Obecnie wieś należy do parafii św. Andrzeja Apostoła w Lipsku.
Na wschód od wsi, w masywie Wielkiego Działu znajdują się radzieckie schrony i zarośnięte rowy przeciwczołgowe, zbudowane w 1941 roku (Linia Mołotowa).

## Ochrona przyrody
Przez wieś prowadzi ścieżka przyrodnicza Kobyle Jezioro, przechodząca przez rezerwat torfowiskowy Źródła Tanwi. Nazwa Kobyle Jezioro pochodzi od legendy, która podaje, że tutejszym torfowisku utopiła się piękna kobyła. Zobaczyć tu można różnorodną roślinność, zarówno bagienną charakterystyczną dla torfowiska przejściowego i wysokiego jak i typową dla siedliska suchego, piaszczystego, a także bogatą faunę. W rezerwacie ma również swoje źródła jedna z większych rzek Roztocza – Tanew. Rezerwat obejmujący obszar lasu, wód i bagien o powierzchni 186,54 ha, położony jest na terenie Południoworoztoczańskiego Parku Krajobrazowego.